# 대한민국의 다이빙
대한민국의 다이빙은 대한수영연맹이 대한민국의 다이빙 종목 행정을 총괄한다.

## 행정 기구
| 행정 기구 | 행정 기구    | 행정 기구    | 설립   | 체육회 | 비고 |
| --------- | ------------ | ------------ | ------ | ------ | ---- |
| 전국      | 대한수영연맹 | 대한수영연맹 | 1929년 | 정회원 |      |

## 대회

### 남자 다이빙
| 구분 | 대회                      | 주최         | 세부 종목                                                                                 | 비고 |
| ---- | ------------------------- | ------------ | ----------------------------------------------------------------------------------------- | ---- |
| 일반 | 전국체육대회              | 대한체육회   | 1m 스프링보드, 3m 스프링보드, 플랫폼, 3m 스프링보드 싱크로나이즈, 플랫폼 싱크로나이즈     |      |
| 일반 | 광주 전국수영선수권대회   | 대한수영연맹 | 1m 스프링보드, 3m 스프링보드, 플랫폼, 3m 스프링보드 싱크로나이즈, 플랫폼 싱크로나이즈     |      |
| 일반 | 김천 전국마스터즈수영대회 | 대한수영연맹 | 1m 스프링보드, 3m 스프링보드, 플랫폼, 스프링보드 싱크로나이즈, 플랫폼 싱크로나이즈        |      |
| 일반 | 김천 전국수영대회         | 대한수영연맹 | 1m 스프링보드, 3m 스프링보드, 플랫폼, 3m 스프링보드 싱크로나이즈, 플랫폼 싱크로나이즈     |      |
| 일반 | 다이빙국가대표선발대회    | 대한수영연맹 | 1m 스프링보드, 3m 스프링보드, 10m 플랫폼                                                  |      |
| 일반 | 대통령배 전국수영대회     | 대한수영연맹 | 1m 스프링보드, 3m 스프링보드, 플랫폼, 3m 스프링보드 싱크로나이즈, 플랫폼 싱크로나이즈     |      |
| 일반 | 동아수영대회              | 대한수영연맹 | 1m 스프링보드, 3m 스프링보드, 플랫폼, 3m 스프링보드 싱크로나이즈, 플랫폼 싱크로나이즈     |      |
| 일반 | 제주한라배 전국수영대회   | 대한수영연맹 | 1m 스프링보드, 3m 스프링보드, 플랫폼, 3m 스프링보드 싱크로나이즈, 플랫폼 싱크로나이즈     |      |
| 일반 | 코리아마스터즈            | 대한수영연맹 | 1m 스프링보드, 3m 스프링보드, 플랫폼, 3m 스프링보드 싱크로나이즈, 플랫폼 싱크로나이즈     |      |
| 일반 | 회장배 전국수영대회       | 대한수영연맹 | 1m 스프링보드, 3m 스프링보드, 플랫폼, 3m 스프링보드 싱크로나이즈, 플랫폼 싱크로나이즈     |      |
| 일반 | MBC배 전국수영대회        | 대한수영연맹 | 1m 스프링보드, 3m 스프링보드, 플랫폼, 3m 스프링보드 싱크로나이즈, 플랫폼 싱크로나이즈     |      |
|      |                           |              |                                                                                           |      |
| U-22 | 광주 전국수영선수권대회   | 대한수영연맹 | 1m 스프링보드, 3m 스프링보드, 플랫폼, 3m 스프링보드 싱크로나이즈, 플랫폼 싱크로나이즈     |      |
| U-22 | 김천 전국수영대회         | 대한수영연맹 | 1m 스프링보드, 3m 스프링보드, 플랫폼, 3m 스프링보드 싱크로나이즈, 플랫폼 싱크로나이즈     |      |
| U-22 | 대통령배 전국수영대회     | 대한수영연맹 | 1m 스프링보드, 3m 스프링보드, 플랫폼, 3m 스프링보드 싱크로나이즈, 플랫폼 싱크로나이즈     |      |
| U-22 | 동아수영대회              | 대한수영연맹 | 1m 스프링보드, 3m 스프링보드, 플랫폼, 3m 스프링보드 싱크로나이즈, 플랫폼 싱크로나이즈     |      |
| U-22 | 제주한라배 전국수영대회   | 대한수영연맹 | 1m 스프링보드, 3m 스프링보드, 플랫폼, 3m 스프링보드 싱크로나이즈, 플랫폼 싱크로나이즈     |      |
| U-22 | 회장배 전국수영대회       | 대한수영연맹 | 1m 스프링보드, 3m 스프링보드, 플랫폼, 3m 스프링보드 싱크로나이즈, 플랫폼 싱크로나이즈     |      |
| U-22 | MBC배 전국수영대회        | 대한수영연맹 | 1m 스프링보드, 3m 스프링보드, 플랫폼, 3m 스프링보드 싱크로나이즈, 플랫폼 싱크로나이즈     |      |
|      |                           |              |                                                                                           |      |
| U-18 | 전국체육대회              | 대한체육회   | 1m 스프링보드, 3m 스프링보드, 플랫폼, 3m 스프링보드 싱크로나이즈, 10m 플랫폼 싱크로나이즈 |      |
| U-18 | 광주 전국수영선수권대회   | 대한수영연맹 | 1m 스프링보드, 3m 스프링보드, 플랫폼, 3m 스프링보드 싱크로나이즈, 플랫폼 싱크로나이즈     |      |
| U-18 | 김천 전국마스터즈수영대회 | 대한수영연맹 | 1m 스프링보드, 3m 스프링보드, 플랫폼                                                      |      |
| U-18 | 김천 전국수영대회         | 대한수영연맹 | 1m 스프링보드, 3m 스프링보드, 플랫폼, 3m 스프링보드 싱크로나이즈, 플랫폼 싱크로나이즈     |      |
| U-18 | 대통령배 전국수영대회     | 대한수영연맹 | 1m 스프링보드, 3m 스프링보드, 플랫폼, 3m 스프링보드 싱크로나이즈, 플랫폼 싱크로나이즈     |      |
| U-18 | 동아수영대회              | 대한수영연맹 | 1m 스프링보드, 3m 스프링보드, 플랫폼, 3m 스프링보드 싱크로나이즈, 플랫폼 싱크로나이즈     |      |
| U-18 | 제주한라배 전국수영대회   | 대한수영연맹 | 1m 스프링보드, 3m 스프링보드, 플랫폼, 3m 스프링보드 싱크로나이즈, 플랫폼 싱크로나이즈     |      |
| U-18 | 코리아마스터즈            | 대한수영연맹 | 1m 스프링보드, 3m 스프링보드, 플랫폼                                                      |      |
| U-18 | 회장배 전국수영대회       | 대한수영연맹 | 1m 스프링보드, 3m 스프링보드, 플랫폼, 3m 스프링보드 싱크로나이즈, 플랫폼 싱크로나이즈     |      |
| U-18 | MBC배 전국수영대회        | 대한수영연맹 | 1m 스프링보드, 3m 스프링보드, 플랫폼, 3m 스프링보드 싱크로나이즈, 플랫폼 싱크로나이즈     |      |
|      |                           |              |                                                                                           |      |
| U-15 | 전국소년체육대회          | 대한체육회   | 1m 스프링보드, 3m 스프링보드, 플랫폼, 3m 스프링보드 싱크로나이즈, 10m 플랫폼 싱크로나이즈 |      |
| U-15 | 광주 전국수영선수권대회   | 대한수영연맹 | 1m 스프링보드, 3m 스프링보드, 플랫폼, 3m 스프링보드 싱크로나이즈, 플랫폼 싱크로나이즈     |      |
| U-15 | 김천 전국마스터즈수영대회 | 대한수영연맹 | 1m 스프링보드, 3m 스프링보드, 플랫폼                                                      |      |
| U-15 | 김천 전국수영대회         | 대한수영연맹 | 1m 스프링보드, 3m 스프링보드, 플랫폼, 3m 스프링보드 싱크로나이즈, 플랫폼 싱크로나이즈     |      |
| U-15 | 대통령배 전국수영대회     | 대한수영연맹 | 1m 스프링보드, 3m 스프링보드, 플랫폼, 3m 스프링보드 싱크로나이즈, 플랫폼 싱크로나이즈     |      |
| U-15 | 동아수영대회              | 대한수영연맹 | 1m 스프링보드, 3m 스프링보드, 플랫폼, 3m 스프링보드 싱크로나이즈, 플랫폼 싱크로나이즈     |      |
| U-15 | 제주한라배 전국수영대회   | 대한수영연맹 | 1m 스프링보드, 3m 스프링보드, 플랫폼, 3m 스프링보드 싱크로나이즈, 플랫폼 싱크로나이즈     |      |
| U-15 | 코리아마스터즈            | 대한수영연맹 | 1m 스프링보드, 3m 스프링보드, 플랫폼                                                      |      |
| U-15 | 회장배 전국수영대회       | 대한수영연맹 | 1m 스프링보드, 3m 스프링보드, 플랫폼, 3m 스프링보드 싱크로나이즈, 플랫폼 싱크로나이즈     |      |
| U-15 | MBC배 전국수영대회        | 대한수영연맹 | 1m 스프링보드, 3m 스프링보드, 플랫폼, 3m 스프링보드 싱크로나이즈, 플랫폼 싱크로나이즈     |      |
|      |                           |              |                                                                                           |      |
| U-12 | 전국소년체육대회          | 대한체육회   | 1m 스프링보드, 3m 스프링보드, 플랫폼                                                      |      |
| U-12 | 광주 전국수영선수권대회   | 대한수영연맹 | 1m 스프링보드, 3m 스프링보드, 5m 플랫폼                                                   |      |
| U-12 | 김천 전국마스터즈수영대회 | 대한수영연맹 | 1m 스프링보드, 3m 스프링보드, 플랫폼                                                      |      |
| U-12 | 김천 전국수영대회         | 대한수영연맹 | 1m 스프링보드, 3m 스프링보드, 5m 플랫폼                                                   |      |
| U-12 | 대통령배 전국수영대회     | 대한수영연맹 | 1m 스프링보드, 3m 스프링보드, 5m 플랫폼                                                   |      |
| U-12 | 동아수영대회              | 대한수영연맹 | 1m 스프링보드, 3m 스프링보드, 5m 플랫폼                                                   |      |
| U-12 | 제주한라배 전국수영대회   | 대한수영연맹 | 1m 스프링보드, 3m 스프링보드, 5m 플랫폼                                                   |      |
| U-12 | 코리아마스터즈            | 대한수영연맹 | 1m 스프링보드, 3m 스프링보드, 플랫폼                                                      |      |
| U-12 | 회장배 전국수영대회       | 대한수영연맹 | 1m 스프링보드, 3m 스프링보드, 5m 플랫폼                                                   |      |
| U-12 | MBC배 전국수영대회        | 대한수영연맹 | 1m 스프링보드, 3m 스프링보드, 5m 플랫폼                                                   |      |
|      |                           |              |                                                                                           |      |
| U-10 | 광주 전국수영선수권대회   | 대한수영연맹 | 1m 스프링보드, 3m 스프링보드, 5m 플랫폼                                                   |      |
| U-10 | 김천 전국수영대회         | 대한수영연맹 | 1m 스프링보드, 3m 스프링보드, 5m 플랫폼                                                   |      |
| U-10 | 대통령배 전국수영대회     | 대한수영연맹 | 1m 스프링보드, 3m 스프링보드, 5m 플랫폼                                                   |      |
| U-10 | 동아수영대회              | 대한수영연맹 | 1m 스프링보드, 3m 스프링보드, 5m 플랫폼                                                   |      |
| U-10 | 제주한라배 전국수영대회   | 대한수영연맹 | 1m 스프링보드, 3m 스프링보드, 5m 플랫폼                                                   |      |
| U-10 | 회장배 전국수영대회       | 대한수영연맹 | 1m 스프링보드, 3m 스프링보드, 5m 플랫폼                                                   |      |
| U-10 | MBC배 전국수영대회        | 대한수영연맹 | 1m 스프링보드, 3m 스프링보드, 5m 플랫폼                                                   |      |
|      |                           |              |                                                                                           |      |
| O-30 | 김천 전국마스터즈수영대회 | 대한수영연맹 | 1m 스프링보드, 3m 스프링보드, 플랫폼                                                      |      |
| O-30 | 코리아마스터즈            | 대한수영연맹 | 1m 스프링보드, 3m 스프링보드, 플랫폼                                                      |      |
|      |                           |              |                                                                                           |      |
| O-40 | 김천 전국마스터즈수영대회 | 대한수영연맹 | 1m 스프링보드, 3m 스프링보드, 플랫폼                                                      |      |
| O-40 | 코리아마스터즈            | 대한수영연맹 | 1m 스프링보드, 3m 스프링보드, 플랫폼                                                      |      |
|      |                           |              |                                                                                           |      |
| O-50 | 김천 전국마스터즈수영대회 | 대한수영연맹 | 1m 스프링보드, 3m 스프링보드, 플랫폼, 스프링보드 싱크로나이즈, 플랫폼 싱크로나이즈        |      |
| O-50 | 코리아마스터즈            | 대한수영연맹 | 1m 스프링보드, 3m 스프링보드, 플랫폼, 스프링보드 싱크로나이즈, 플랫폼 싱크로나이즈        |      |
|      |                           |              |                                                                                           |      |
| O-60 | 김천 전국마스터즈수영대회 | 대한수영연맹 | 1m 스프링보드, 3m 스프링보드, 플랫폼                                                      |      |
| O-60 | 코리아마스터즈            | 대한수영연맹 | 1m 스프링보드, 3m 스프링보드, 플랫폼                                                      |      |

### 여자 다이빙
| 구분 | 대회                      | 주최         | 세부 종목                                                                                 | 비고 |
| ---- | ------------------------- | ------------ | ----------------------------------------------------------------------------------------- | ---- |
| 일반 | 전국체육대회              | 대한체육회   | 1m 스프링보드, 3m 스프링보드, 플랫폼, 3m 스프링보드 싱크로나이즈, 플랫폼 싱크로나이즈     |      |
| 일반 | 광주 전국수영선수권대회   | 대한수영연맹 | 1m 스프링보드, 3m 스프링보드, 플랫폼, 3m 스프링보드 싱크로나이즈, 플랫폼 싱크로나이즈     |      |
| 일반 | 김천 전국마스터즈수영대회 | 대한수영연맹 | 1m 스프링보드, 3m 스프링보드, 플랫폼, 스프링보드 싱크로나이즈, 플랫폼 싱크로나이즈        |      |
| 일반 | 김천 전국수영대회         | 대한수영연맹 | 1m 스프링보드, 3m 스프링보드, 플랫폼, 3m 스프링보드 싱크로나이즈, 플랫폼 싱크로나이즈     |      |
| 일반 | 다이빙국가대표선발대회    | 대한수영연맹 | 1m 스프링보드, 3m 스프링보드, 10m 플랫폼                                                  |      |
| 일반 | 대통령배 전국수영대회     | 대한수영연맹 | 1m 스프링보드, 3m 스프링보드, 플랫폼, 3m 스프링보드 싱크로나이즈, 플랫폼 싱크로나이즈     |      |
| 일반 | 동아수영대회              | 대한수영연맹 | 1m 스프링보드, 3m 스프링보드, 플랫폼, 3m 스프링보드 싱크로나이즈, 플랫폼 싱크로나이즈     |      |
| 일반 | 제주한라배 전국수영대회   | 대한수영연맹 | 1m 스프링보드, 3m 스프링보드, 플랫폼, 3m 스프링보드 싱크로나이즈, 플랫폼 싱크로나이즈     |      |
| 일반 | 코리아마스터즈            | 대한수영연맹 | 1m 스프링보드, 3m 스프링보드, 플랫폼, 스프링보드 싱크로나이즈, 플랫폼 싱크로나이즈        |      |
| 일반 | 회장배 전국수영대회       | 대한수영연맹 | 1m 스프링보드, 3m 스프링보드, 플랫폼, 3m 스프링보드 싱크로나이즈, 플랫폼 싱크로나이즈     |      |
| 일반 | MBC배 전국수영대회        | 대한수영연맹 | 1m 스프링보드, 3m 스프링보드, 플랫폼, 3m 스프링보드 싱크로나이즈, 플랫폼 싱크로나이즈     |      |
|      |                           |              |                                                                                           |      |
| U-22 | 광주 전국수영선수권대회   | 대한수영연맹 | 1m 스프링보드, 3m 스프링보드, 플랫폼, 3m 스프링보드 싱크로나이즈, 플랫폼 싱크로나이즈     |      |
| U-22 | 김천 전국수영대회         | 대한수영연맹 | 1m 스프링보드, 3m 스프링보드, 플랫폼, 3m 스프링보드 싱크로나이즈, 플랫폼 싱크로나이즈     |      |
| U-22 | 대통령배 전국수영대회     | 대한수영연맹 | 1m 스프링보드, 3m 스프링보드, 플랫폼, 3m 스프링보드 싱크로나이즈, 플랫폼 싱크로나이즈     |      |
| U-22 | 동아수영대회              | 대한수영연맹 | 1m 스프링보드, 3m 스프링보드, 플랫폼, 3m 스프링보드 싱크로나이즈, 플랫폼 싱크로나이즈     |      |
| U-22 | 제주한라배 전국수영대회   | 대한수영연맹 | 1m 스프링보드, 3m 스프링보드, 플랫폼, 3m 스프링보드 싱크로나이즈, 플랫폼 싱크로나이즈     |      |
| U-22 | 회장배 전국수영대회       | 대한수영연맹 | 1m 스프링보드, 3m 스프링보드, 플랫폼, 3m 스프링보드 싱크로나이즈, 플랫폼 싱크로나이즈     |      |
| U-22 | MBC배 전국수영대회        | 대한수영연맹 | 1m 스프링보드, 3m 스프링보드, 플랫폼, 3m 스프링보드 싱크로나이즈, 플랫폼 싱크로나이즈     |      |
|      |                           |              |                                                                                           |      |
| U-18 | 전국체육대회              | 대한체육회   | 1m 스프링보드, 3m 스프링보드, 플랫폼, 3m 스프링보드 싱크로나이즈, 10m 플랫폼 싱크로나이즈 |      |
| U-18 | 광주 전국수영선수권대회   | 대한수영연맹 | 1m 스프링보드, 3m 스프링보드, 플랫폼, 3m 스프링보드 싱크로나이즈, 플랫폼 싱크로나이즈     |      |
| U-18 | 김천 전국마스터즈수영대회 | 대한수영연맹 | 1m 스프링보드, 3m 스프링보드, 플랫폼                                                      |      |
| U-18 | 김천 전국수영대회         | 대한수영연맹 | 1m 스프링보드, 3m 스프링보드, 플랫폼, 3m 스프링보드 싱크로나이즈, 플랫폼 싱크로나이즈     |      |
| U-18 | 대통령배 전국수영대회     | 대한수영연맹 | 1m 스프링보드, 3m 스프링보드, 플랫폼, 3m 스프링보드 싱크로나이즈, 플랫폼 싱크로나이즈     |      |
| U-18 | 동아수영대회              | 대한수영연맹 | 1m 스프링보드, 3m 스프링보드, 플랫폼, 3m 스프링보드 싱크로나이즈, 플랫폼 싱크로나이즈     |      |
| U-18 | 제주한라배 전국수영대회   | 대한수영연맹 | 1m 스프링보드, 3m 스프링보드, 플랫폼, 3m 스프링보드 싱크로나이즈, 플랫폼 싱크로나이즈     |      |
| U-18 | 코리아마스터즈            | 대한수영연맹 | 1m 스프링보드, 3m 스프링보드, 플랫폼                                                      |      |
| U-18 | 회장배 전국수영대회       | 대한수영연맹 | 1m 스프링보드, 3m 스프링보드, 플랫폼, 3m 스프링보드 싱크로나이즈, 플랫폼 싱크로나이즈     |      |
| U-18 | MBC배 전국수영대회        | 대한수영연맹 | 1m 스프링보드, 3m 스프링보드, 플랫폼, 3m 스프링보드 싱크로나이즈, 플랫폼 싱크로나이즈     |      |
|      |                           |              |                                                                                           |      |
| U-15 | 전국소년체육대회          | 대한체육회   | 1m 스프링보드, 3m 스프링보드, 플랫폼, 3m 스프링보드 싱크로나이즈, 10m 플랫폼 싱크로나이즈 |      |
| U-15 | 광주 전국수영선수권대회   | 대한수영연맹 | 1m 스프링보드, 3m 스프링보드, 플랫폼, 3m 스프링보드 싱크로나이즈, 플랫폼 싱크로나이즈     |      |
| U-15 | 김천 전국마스터즈수영대회 | 대한수영연맹 | 1m 스프링보드, 3m 스프링보드, 플랫폼                                                      |      |
| U-15 | 김천 전국수영대회         | 대한수영연맹 | 1m 스프링보드, 3m 스프링보드, 플랫폼, 3m 스프링보드 싱크로나이즈, 플랫폼 싱크로나이즈     |      |
| U-15 | 대통령배 전국수영대회     | 대한수영연맹 | 1m 스프링보드, 3m 스프링보드, 플랫폼, 3m 스프링보드 싱크로나이즈, 플랫폼 싱크로나이즈     |      |
| U-15 | 동아수영대회              | 대한수영연맹 | 1m 스프링보드, 3m 스프링보드, 플랫폼, 3m 스프링보드 싱크로나이즈, 플랫폼 싱크로나이즈     |      |
| U-15 | 제주한라배 전국수영대회   | 대한수영연맹 | 1m 스프링보드, 3m 스프링보드, 플랫폼, 3m 스프링보드 싱크로나이즈, 플랫폼 싱크로나이즈     |      |
| U-15 | 코리아마스터즈            | 대한수영연맹 | 1m 스프링보드, 3m 스프링보드, 플랫폼                                                      |      |
| U-15 | 회장배 전국수영대회       | 대한수영연맹 | 1m 스프링보드, 3m 스프링보드, 플랫폼, 3m 스프링보드 싱크로나이즈, 플랫폼 싱크로나이즈     |      |
| U-15 | MBC배 전국수영대회        | 대한수영연맹 | 1m 스프링보드, 3m 스프링보드, 플랫폼, 3m 스프링보드 싱크로나이즈, 플랫폼 싱크로나이즈     |      |
|      |                           |              |                                                                                           |      |
| U-12 | 전국소년체육대회          | 대한체육회   | 1m 스프링보드, 3m 스프링보드, 플랫폼                                                      |      |
| U-12 | 광주 전국수영선수권대회   | 대한수영연맹 | 1m 스프링보드, 3m 스프링보드, 5m 플랫폼                                                   |      |
| U-12 | 김천 전국마스터즈수영대회 | 대한수영연맹 | 1m 스프링보드, 3m 스프링보드, 플랫폼                                                      |      |
| U-12 | 김천 전국수영대회         | 대한수영연맹 | 1m 스프링보드, 3m 스프링보드, 5m 플랫폼                                                   |      |
| U-12 | 대통령배 전국수영대회     | 대한수영연맹 | 1m 스프링보드, 3m 스프링보드, 5m 플랫폼                                                   |      |
| U-12 | 동아수영대회              | 대한수영연맹 | 1m 스프링보드, 3m 스프링보드, 5m 플랫폼                                                   |      |
| U-12 | 제주한라배 전국수영대회   | 대한수영연맹 | 1m 스프링보드, 3m 스프링보드, 5m 플랫폼                                                   |      |
| U-12 | 코리아마스터즈            | 대한수영연맹 | 1m 스프링보드, 3m 스프링보드, 플랫폼                                                      |      |
| U-12 | 회장배 전국수영대회       | 대한수영연맹 | 1m 스프링보드, 3m 스프링보드, 5m 플랫폼                                                   |      |
| U-12 | MBC배 전국수영대회        | 대한수영연맹 | 1m 스프링보드, 3m 스프링보드, 5m 플랫폼                                                   |      |
|      |                           |              |                                                                                           |      |
| U-10 | 광주 전국수영선수권대회   | 대한수영연맹 | 1m 스프링보드, 3m 스프링보드, 5m 플랫폼                                                   |      |
| U-10 | 김천 전국수영대회         | 대한수영연맹 | 1m 스프링보드, 3m 스프링보드, 5m 플랫폼                                                   |      |
| U-10 | 대통령배 전국수영대회     | 대한수영연맹 | 1m 스프링보드, 3m 스프링보드, 5m 플랫폼                                                   |      |
| U-10 | 동아수영대회              | 대한수영연맹 | 1m 스프링보드, 3m 스프링보드, 5m 플랫폼                                                   |      |
| U-10 | 제주한라배 전국수영대회   | 대한수영연맹 | 1m 스프링보드, 3m 스프링보드, 5m 플랫폼                                                   |      |
| U-10 | 회장배 전국수영대회       | 대한수영연맹 | 1m 스프링보드, 3m 스프링보드, 5m 플랫폼                                                   |      |
| U-10 | MBC배 전국수영대회        | 대한수영연맹 | 1m 스프링보드, 3m 스프링보드, 5m 플랫폼                                                   |      |
|      |                           |              |                                                                                           |      |
| O-30 | 김천 전국마스터즈수영대회 | 대한수영연맹 | 1m 스프링보드, 3m 스프링보드, 플랫폼                                                      |      |
| O-30 | 코리아마스터즈            | 대한수영연맹 | 1m 스프링보드, 3m 스프링보드, 플랫폼                                                      |      |
|      |                           |              |                                                                                           |      |
| O-40 | 김천 전국마스터즈수영대회 | 대한수영연맹 | 1m 스프링보드, 3m 스프링보드, 플랫폼                                                      |      |
| O-40 | 코리아마스터즈            | 대한수영연맹 | 1m 스프링보드, 3m 스프링보드, 플랫폼                                                      |      |
|      |                           |              |                                                                                           |      |
| O-50 | 김천 전국마스터즈수영대회 | 대한수영연맹 | 1m 스프링보드, 3m 스프링보드, 플랫폼, 스프링보드 싱크로나이즈, 플랫폼 싱크로나이즈        |      |
| O-50 | 코리아마스터즈            | 대한수영연맹 | 1m 스프링보드, 3m 스프링보드, 플랫폼, 스프링보드 싱크로나이즈, 플랫폼 싱크로나이즈        |      |
|      |                           |              |                                                                                           |      |
| O-60 | 김천 전국마스터즈수영대회 | 대한수영연맹 | 1m 스프링보드, 3m 스프링보드, 플랫폼                                                      |      |
| O-60 | 코리아마스터즈            | 대한수영연맹 | 1m 스프링보드, 3m 스프링보드, 플랫폼                                                      |      |

### 혼합 다이빙
| 구분 | 대회                    | 주최         | 세부 종목                                       | 비고 |
| ---- | ----------------------- | ------------ | ----------------------------------------------- | ---- |
| 일반 | 광주 전국수영선수권대회 | 대한수영연맹 | 3m 스프링보드 싱크로나이즈, 플랫폼 싱크로나이즈 |      |
| 일반 | 대통령배 전국수영대회   | 대한수영연맹 | 3m 스프링보드 싱크로나이즈, 플랫폼 싱크로나이즈 |      |
| 일반 | 동아수영대회            | 대한수영연맹 | 3m 스프링보드 싱크로나이즈, 플랫폼 싱크로나이즈 |      |
| 일반 | 제주한라배 전국수영대회 | 대한수영연맹 | 3m 스프링보드 싱크로나이즈, 플랫폼 싱크로나이즈 |      |
| 일반 | 회장배 전국수영대회     | 대한수영연맹 | 3m 스프링보드 싱크로나이즈, 플랫폼 싱크로나이즈 |      |
| 일반 | MBC배 전국수영대회      | 대한수영연맹 | 3m 스프링보드 싱크로나이즈, 플랫폼 싱크로나이즈 |      |
|      |                         |              |                                                 |      |
| U-18 | 광주 전국수영선수권대회 | 대한수영연맹 | 3m 스프링보드 싱크로나이즈, 플랫폼 싱크로나이즈 |      |
| U-18 | 대통령배 전국수영대회   | 대한수영연맹 | 3m 스프링보드 싱크로나이즈, 플랫폼 싱크로나이즈 |      |
| U-18 | 동아수영대회            | 대한수영연맹 | 3m 스프링보드 싱크로나이즈, 플랫폼 싱크로나이즈 |      |
| U-18 | 제주한라배 전국수영대회 | 대한수영연맹 | 3m 스프링보드 싱크로나이즈, 플랫폼 싱크로나이즈 |      |
| U-18 | 회장배 전국수영대회     | 대한수영연맹 | 3m 스프링보드 싱크로나이즈, 플랫폼 싱크로나이즈 |      |
| U-18 | MBC배 전국수영대회      | 대한수영연맹 | 3m 스프링보드 싱크로나이즈, 플랫폼 싱크로나이즈 |      |
|      |                         |              |                                                 |      |
| U-15 | 광주 전국수영선수권대회 | 대한수영연맹 | 3m 스프링보드 싱크로나이즈, 플랫폼 싱크로나이즈 |      |
| U-15 | 대통령배 전국수영대회   | 대한수영연맹 | 3m 스프링보드 싱크로나이즈, 플랫폼 싱크로나이즈 |      |
| U-15 | 동아수영대회            | 대한수영연맹 | 3m 스프링보드 싱크로나이즈, 플랫폼 싱크로나이즈 |      |
| U-15 | 제주한라배 전국수영대회 | 대한수영연맹 | 3m 스프링보드 싱크로나이즈, 플랫폼 싱크로나이즈 |      |
| U-15 | 회장배 전국수영대회     | 대한수영연맹 | 3m 스프링보드 싱크로나이즈, 플랫폼 싱크로나이즈 |      |
| U-15 | MBC배 전국수영대회      | 대한수영연맹 | 3m 스프링보드 싱크로나이즈, 플랫폼 싱크로나이즈 |      |

## 참고 문헌
- 대한체육회 대회운영부 (2023년 9월 12일). 《2023년 종목별 전국규모 국내대회 개최현황》. 대한체육회.
- “스포츠지원포털 등록 현황”. 대한체육회.
- 《2019 체육백서》. 대한민국 문화체육관광부. 2021.
- 《2020 체육백서》. 대한민국 문화체육관광부. 2022.
- 《2021 체육백서》. 대한민국 문화체육관광부. 2023.
- 《2022 체육백서》. 대한민국 문화체육관광부. 2024.

## 같이 보기
- 대한수영연맹